# The Passion
The Passion é uma série dramática de televisão produzida pela BBC e HBO Films em associação com Deep Indigo Productions. A série conta a história da última semana da vida de Jesus. A série foi proposto pela primeira vez por Peter Fincham, em 2006, sobre o sucesso do conjunto contemporâneo Manchester Paixão. O roteirista Frank Deasy e o produtor Nigel Stafford-Clark foram inspirados a fazer um drama que abriu a história para além do "vácuo" muitas vezes é dito dentro Eles fizeram isso por ampliar as atribuições da Pôncio Pilatos e Caifás, e explorar as políticas de Judeia na época. Deasy e Stafford-Clark foram ajudados por estudioso Mark Goodacre, com quem eles montaram um manual de uma extensa pesquisa sobre o assunto.
Jesus é interpretado por Joseph Mawle, que pesquisou o papel através da leitura dos Evangelhos e trabalhos de pesquisa. Outros papéis principais foram interpretados por Paloma Baeza (Maria Madalena), Ben Daniels (Caifás), James Nesbitt (Pilatos), David Oyelowo (José de Arimatéia), e Penelope Wilton (Maria). Foi dirigido por Michael Offer em locações no Marrocos a partir de 27 agosto - 23 outubro de 2007, e transmitidos em BBC One em quatro partes 16-23 Março de 2008. Seus índices de audiência variou de 3.2 a 4.9 milhões de pessoas, e recebeu geralmente positiva recepção crítica.

## Episódios
| N.º na série | N.º na temp. | Título                        | Dirigido por                | Escrito por | Lançamento          |
| --- | ------------ | ----------------------------- | --------------------------- | ----------- | ------------------- |
| 1 | 1            | "Episode 1" "Episódio 1" (BR) | Frank Deasy e Michael Offer | Frank Deasy | 16 de março de 2008 |
| Jesus Chega a Jerusalém com discípulos e causa um alvoroço na cidade santa, deixando o sumo sacerdote irritado.                                  |              |                               |                             |             |                     |
| 2 | 2            | "Episode 2" "Episódio 2" (BR) | Frank Deasy e Michael Offer | Frank Deasy | 17 de março de 2008 |
| Jesus fica furioso com a venda dos produtos na porta do templo e derruba as mesas dos comerciantes, despertando ainda mais a ira de Caifás.      |              |                               |                             |             |                     |
| 3 | 3            | "Episode 3" "Episódio 3" (BR) | Frank Deasy e Michael Offer | Frank Deasy | 21 de março de 2008 |
| Pilatos aguarda, preocupado, a visita de seu superior. No Palácio de Caifás, o conselho de anciãos decide pela condenação à morte de Jesus.      |              |                               |                             |             |                     |
| 4 | 4            | "Episode 4" "Episódio 4" (BR) | Frank Deasy e Michael Offer | Frank Deasy | 23 de março de 2008 |
| Jesus compartilha com os discípulos aquela que seria que seria sua última ceia e é preso, no Monte das Oliveiras, por guardas levados por Judas. |              |                               |                             |             |                     |
| 5 | 5            | "Episode 5" "Episódio 5" (BR) | Frank Deasy e Michael Offer | Frank Deasy | 24 de março de 2008 |
| Levado a Pôncio Pilatos, Jesus tem a sua crucificação pedida pelo povo. Em seguida, Ele carrega a cruz pelas ruas de Jerusalém.                  |              |                               |                             |             |                     |
| 6 | 6            | "Episode 6" "Episódio 6" (BR) | Frank Deasy e Michael Offer | Frank Deasy | 25 de março de 2008 |
| O corpo de Jesus é retirado da cruz para o enterro. Caifás quer que a tumba seja vigiada e, dias depois, Maria Madalena tem uma surpresa.        |              |                               |                             |             |                     |